# Церник (општина)
Церник је насељено место и седиште општине у Бродско-посавској жупанији, Република Хрватска.

## Историја
До територијалне реорганизације у Хрватској налазио се у саставу бивше велике општине Нова Градишка.

## Становништво
На попису становништва 2011. године, општина Церник је имала 3.640 становника, од чега у самом Цернику 1.607.
Фридрих Вилхелм фон Таубе 1777. год. у књизи "Историјски и географски опис Краљевине Славоније и Војводства Срема..." (на српском објавила Матица српска), на стр.186. наводи податак: "Церник...становници од којих више од половина припада источној цркви..."

## Попис 1991.
На попису становништва 1991. године, насељено место Церник је имало 2.017 становника, следећег националног састава:
| Попис 1991.‍   | Попис 1991.‍  | Попис 1991.‍ | Попис 1991.‍ | Попис 1991.‍ |
| ------------- | ------------ | ----------- | ----------- | ----------- |
|               |              |             |             |             |
| Хрвати        | Хрвати       |             | 1.884       | 93,40%      |
| Срби          | Срби         |             | 25          | 1,23%       |
| Југословени   | Југословени  |             | 14          | 0,69%       |
| Албанци       | Албанци      |             | 4           | 0,19%       |
| Словенци      | Словенци     |             | 2           | 0,09%       |
| Црногорци     | Црногорци    |             | 2           | 0,09%       |
| Чеси          | Чеси         |             | 2           | 0,09%       |
| Македонци     | Македонци    |             | 1           | 0,04%       |
| Муслимани     | Муслимани    |             | 1           | 0,04%       |
| Немци         | Немци        |             | 1           | 0,04%       |
| Украјинци     | Украјинци    |             | 1           | 0,04%       |
| остали        | остали       |             | 5           | 0,24%       |
| неопредељени  | неопредељени |             | 23          | 1,14%       |
| регион. опр.  | регион. опр. |             | 1           | 0,04%       |
| непознато     | непознато    |             | 51          | 2,52%       |
| укупно: 2.017 |              |             |             |             |